# Quận Clay, Texas
Quận Clay (tiếng Anh: Clay County) là một quận trong tiểu bang Texas, Hoa Kỳ. Quận lỵ đóng ở thành phố Henrietta. Dân số năm 2000 là 11.006 người.

## Thông tin nhân khẩu
Theo điều tra dân số 2 năm 2000, quận đã có 11.006 người, 4.323 hộ, và 3.181 gia đình sống trong quận. Mật độ dân số là 10 người cho mỗi dặm vuông (4/km ²). Đã có 4.992 các đơn vị nhà ở với mật độ trung bình của 4 trên mỗi dặm vuông (² 2/km). Các chủng tộc của dân sinh sống quận gồm 95,35% người da trắng, 0,42% da đen hay Mỹ gốc Phi, 1,03% người Mỹ bản xứ, 0,10% người châu Á, 0,01% người đảo Thái Bình Dương, 1,68% từ các chủng tộc khác, và 1,42% từ hai hoặc nhiều chủng tộc. 3,67% dân số là người Hispanic hay Latino thuộc chủng tộc nào.
Có 4.323 hộ, trong đó 30,70% có trẻ em dưới 18 tuổi sống chung với họ, 63,20% là các cặp vợ chồng sống với nhau, 7,30% có chủ hộ là nữ không có mặt chồng, và 26,40% là không lập gia đình. 23,50% của tất cả các hộ gia đình đã được tạo thành từ các cá nhân và 11,80% có người sống một mình 65 tuổi trở lên đã được người. Bình quân mỗi hộ là 2,52 và cỡ gia đình trung bình là 2,98.
Trong quận, độ tuổi dân cư như sau 24,90% ở độ tuổi dưới 18, 6,80% 18-24, 26,40% 25-44, 25,90% 45-64, và 16,10% người 65 tuổi trở lên. Tuổi trung bình là 40 năm. Cứ mỗi 100 nữ có 94,00 nam giới. Cứ mỗi 100 nữ 18 tuổi trở lên, đã có 93,10 nam giới.
Thu nhập trung bình cho một hộ gia đình trong quận đã được 35.738 Mỹ kim, và thu nhập trung bình cho một gia đình là  41.514 USD. Nam giới có thu nhập trung bình $ 28.914 so với 20.975 $ cho phái nữ. Thu nhập trên đầu cho các quận được $ 16,361. Giới 8,10% gia đình và 10,30% dân số sống dưới mức nghèo khổ, trong đó có 11,70% những người dưới 18 tuổi và 11,00% có độ tuổi từ 65 trở lên.